# 孙安民
孙安民（1948年—），男，北京人，中华人民共和国政治人物。

## 生平
早年毕业于北京钢铁学院冶金机械系，后在北方交通大学攻读硕士。历任北京市工商联会长、北京市政协副主席。2003年，任北京市人民政府副市长。2008年，任全国人大法律委员会副主任。

## 家庭
父亲孙德祥。